# 诺基亚N77
Nokia N77是一款由诺基亚出品的、于2007年5月上市的S60智能手机。此機種為N系列中第二款內建DVB-T接收晶片的手機，可以直接收看數位電視。